# Stannit
Stannit, bergmännisch unter anderem auch als Zinnkies oder Zinnkupferglanz sowie synonym als Stannin, Kassiterolamprit oder Volfsonit bekannt, ist ein eher selten vorkommendes Mineral aus der Mineralklasse der „Sulfide und Sulfosalze“ mit der chemischen Formel Cu2FeSnS4 und damit chemisch gesehen ein Kupfer-Eisen-Zinn-Sulfid.
Stannit kristallisiert im tetragonalen Kristallsystem, tritt jedoch meist in derben, körnigen Massen stahlgrauer Farbe auf und bildet nur sehr selten Kristalle in Tetraederform. Durch Substitution können manche Stannite bis zu 2 % Indium enthalten.
Stannit zählt nicht zu den Stannite genannten Salzen der Zinnsäure.

## Etymologie und Geschichte
Der Mineralname Stannit bzw. synonym auch Stannin leitet sich von dem chemischen Element Zinn (lat. stannum) ab, welches in dem Mineral enthalten ist. Der Abbau von Stannit ist für das 3. Jahrtausend v. Chr. in Tadschikistan belegt.
Erstmals chemisch analysiert wurde Stannit 1797 und 1810 von Martin Heinrich Klaproth. Er untersuchte Erz aus St Agnes in Cornwall, weshalb der Ort auch als Typlokalität für Stannit gilt.
Ein Aufbewahrungsort für das Typmaterial des Minerals ist allerdings nicht dokumentiert.
Da der Stannit bereits lange vor der Gründung der International Mineralogical Association (IMA) bekannt und als eigenständige Mineralart anerkannt war, wurde dies von ihrer Commission on New Minerals, Nomenclature and Classification (CNMNC) übernommen und bezeichnet den Stannit als sogenanntes „grandfathered“ (G) Mineral. Die ebenfalls von der IMA/CNMNC anerkannte Kurzbezeichnung (auch Mineral-Symbol) von Stannit lautet „Stn“.

## Klassifikation
Bereits in der veralteten 8. Auflage der Mineralsystematik nach Strunz gehörte der Stannit zur Mineralklasse der „Sulfide und Sulfosalze“ und dort zur Abteilung „Sulfide mit M : S = 1 : 1“, wo er gemeinsam mit Briartit, Famatinit, Hocartit, Kësterit, Luzonit, Sakuraiit und Stannoidit in der „Luzonit-Reihe“ mit der Systemnummer II/B.03a steht.
Im zuletzt 2018 überarbeiteten „Lapis-Mineralienverzeichnis“, das sich im Aufbau noch nach der alten Form der Systematik von Karl Hugo Strunz richtet, erhielt das Mineral die System- und Mineralnummer II/C.06-060. In der „Lapis-Systematik“ entspricht dies ebenfalls der Abteilung „Sulfide mit dem Stoffmengenverhältnis Metall : S,Se,Te ≈ 1 : 1“, wo Stannit als Namensgeber die „Stannitgruppe“ mit der Systemnummer II/C.06 und den weiteren Mitgliedern Barquillit, Briartit, Černýit, Famatinit, Ferrokësterit, Hocartit, Kësterit, Keutschit, Kuramit, Luzonit, Permingeatit, Petrukit, Pirquitasit, Rhodostannit, Sakuraiit, Toyohait und Velikit bildet.
Auch die von der International Mineralogical Association (IMA) zuletzt 2009 aktualisierte 9. Auflage der Strunz’schen Mineralsystematik ordnet den Stannit in die Abteilung „Metallsulfide, M : S = 1 : 1 (und ähnliche)“ ein. Diese ist allerdings weiter unterteilt nach den in der Verbindung vorherrschenden Metallen, so dass das Mineral entsprechend seiner Zusammensetzung in der Unterabteilung „mit Zink (Zn), Eisen (Fe), Kupfer (Cu), Silber (Ag) usw.“ zu finden, wo es ebenfalls namensgebend die „Stannitgruppe“ mit der Systemnummer 2.CB.15a und den weiteren Mitgliedern Černýit, Ferrokësterit, Hocartit, Idait, Kësterit, Kuramit, Pirquitasit und Velikit bildet.
In der vorwiegend im englischen Sprachraum gebräuchlichen Systematik der Minerale nach Dana hat Stannit die System- und Mineralnummer 02.09.02.01. Das entspricht ebenfalls der Klasse der „Sulfide und Sulfosalze“ und dort der Abteilung „Sulfidminerale“. Hier findet er sich innerhalb der Unterabteilung „Sulfide – einschließlich Selenide und Telluride – mit der Zusammensetzung AmBnXp, mit (m+n):p=1:1“ in der „Stannitgruppe (Tetragonal: I42m) A2BCS-Typ“, in der auch Černýit, Briartit, Kuramit, Sakuraiit, Hocartit, Pirquitasit, Velikit, Kësterit, Ferrokësterit und Barquillit eingeordnet sind.

## Chemismus
In der (theoretisch) idealen Zusammensetzung von Stannit (Cu2FeSnS4) besteht das Mineral Verhältnis aus zwei Teilen Kupfer (Cu), je einem Teil Eisen (Fe) und Zinn (Sn) sowie vier Teilen Schwefel (S). Dies entspricht einem Massenanteil (Gewichtsprozenz) von 29,56 Gew.-% Cu, 12,99 Gew.-% Fe, 27,61 Gew.-% Sn und 29,83 Gew.-% S.
Dieser Idealzusammensetzung kam  Klaproth 1810 mit der Analyse eines natürlichen Stannits (Zinnkies) aus St Agnes in der englischen Grafschaft Cornwall schon sehr nah mit den ermittelten Werten von 30,0 Gew.-% Cu, 12,0 Gew.-% Fe, 26,50 Gew.-% Sn und 30,50 Gew.-% S.

## Kristallstruktur
Stannit kristallisiert im tetragonalen Kristallsystem in der Raumgruppe I42m (Raumgruppen-Nr. 121) mit den Gitterparametern a = 5,45 Å und c = 10,76 Å sowie zwei Formeleinheiten pro Elementarzelle.
Stannit und Kësterit bilden eine Mischkristallreihe, bei der Eisen und Zink gegeneinander ausgetauscht werden können. Im Stannit überwiegt dabei Eisen, während Kësterit stärker zinkhaltig ist.

## Modifikationen und Varietäten
Die Verbindung Cu2FeSnS4 ist dimorph und kommt in der Natur neben dem tetragonal kristallisierenden Stannit noch als ebenfalls tetragonal kristallisierender Ferrokësterit vor, bei dem sich jedoch Raumgruppe und Gitterparameter unterscheiden.
Zudem ist eine seltene zinkhaltige Varietät bekannt.

## Bildung und Fundorte

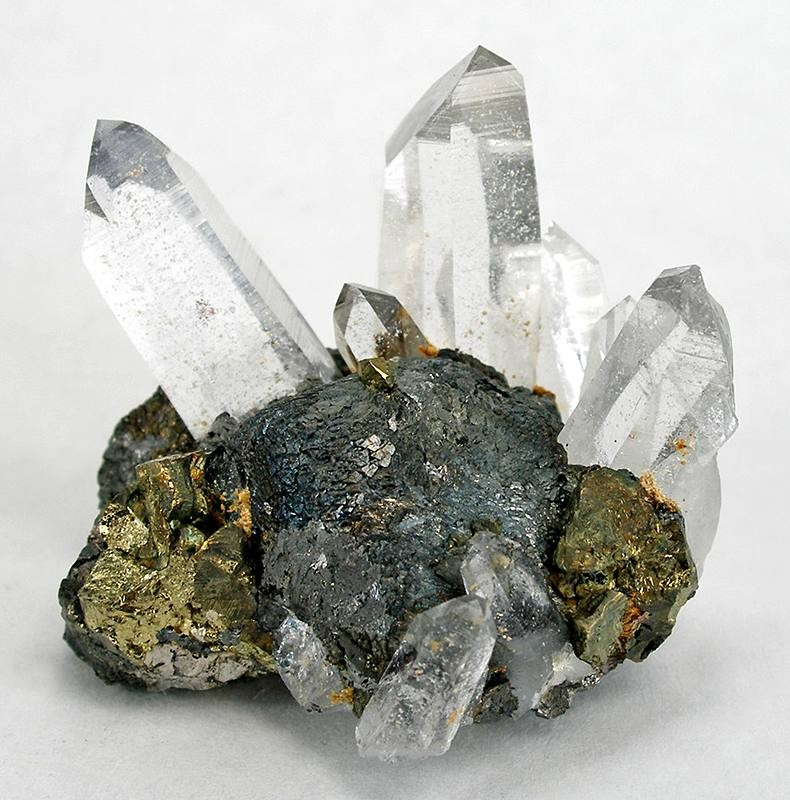
Stannit (grau) mit Chalkopyrit (goldfarbig) und Quarz (farblos) aus der Yaogangxian Mine, Yizhang, Präfektur Chenzhou, Hunan, China (

Stannit ist ein typisches Mineral zinnführender hydrothermaler Gänge, wo es meist untergeordnet neben Kassiterit auftritt. Weitere häufige Begleitminerale sind Arsenopyrit, Chalkopyrit, Galenit, Pyrit, Sphalerit, Tetraedrit und Wolframit.
Als eher seltene Mineralbildung kann Stannit an verschiedenen Orten zum Teil zwar reichlich vorhanden sein, insgesamt ist er jedoch wenig verbreitet. Weltweit sind bisher rund 770 Vorkommen für Stannit dokumentiert (Stand 2024). Außer an seiner Typlokalität St Agnes in Cornwall, genauer in den Gruben der „West Wheal Kitty Gruppe“ trat das Mineral in England noch an vielen Orten zutage, die sich allerdings alle auf die Grafschaft Cornwall konzentrieren. Unter anderem sind dies das Bergbaurevier St Just mit seiner bekannten Botallack Mine sowie mehrere Gruben in der Umgebung von Pool, Callington, Treverbyn und Tywardreath and Par.
Des Weiteren zählen unter anderem Cínovec in Tschechien, Broken Hill und Zeehan in Australien, Oruro, Chocaya und Cerro Rico in Bolivien, Keystone in den Vereinigten Staaten, Fredericton in Kanada sowie Yizhang in der Volksrepublik China zu den wichtigen Stannit-Lagerstätten.
In Deutschland fand sich Stannit bisher unter anderem bei Brandholz (Goldkronach), in einem Uranbergwerk am Rudolfstein, in der Grube Cornelia bei Hagendorf (Waidhaus) und der Grube Bayerland bei Pfaffenreuth (Leonberg) in Bayern, auf den Schlackenhalden der Kupferhütte bei Kall in Nordrhein-Westfalen sowie in mehreren Gruben im Erzgebirgskreis, im Bergbaurevier Freiberg und im Landkreis Sächsische Schweiz-Osterzgebirge in Sachsen.

## Verwendung
Als eigenständiges Erz ist Stannit eher unbedeutend, wird aber beim Abbau von Kassiterit-Lagerstätten mitgefördert. Lokal kann Stannit für die Cu-Produktion und durch Beimengungen von Silber auch als Silbererz von Bedeutung sein.